# 1836 en France
Chronologie de la France
- 1832
- 1833
- 1834
- 1835
- 1836
- 1837
- 1838
- 1839
- 1840

Cette page concerne l'année 1836 du calendrier grégorien.

## Événements

### Janvier
- 9 janvier : exécution de l’assassin Lacenaire barrière Saint-Jacques[1].
- 13 janvier, Algérie : l’armée du maréchal Clauzel réalise une opération punitive sur Tlemcen[2].
- 18 janvier : démission du ministre des Finances, Georges Humann, qui, lors d’un débat parlementaire, a proposé sans en avertir ses collègues de procéder à une conversion de la rente française 5 % afin d’alléger la charge de la dette publique[3].
- 30 janvier-15 février : procès devant la Chambre des pairs des auteurs de l’attentat du 28 juillet 1835, Fieschi, Morey et Pépin. Ils sont condamnés pour régicide et exécutés barrière Saint-Jacques le 19 février[4].

### Février

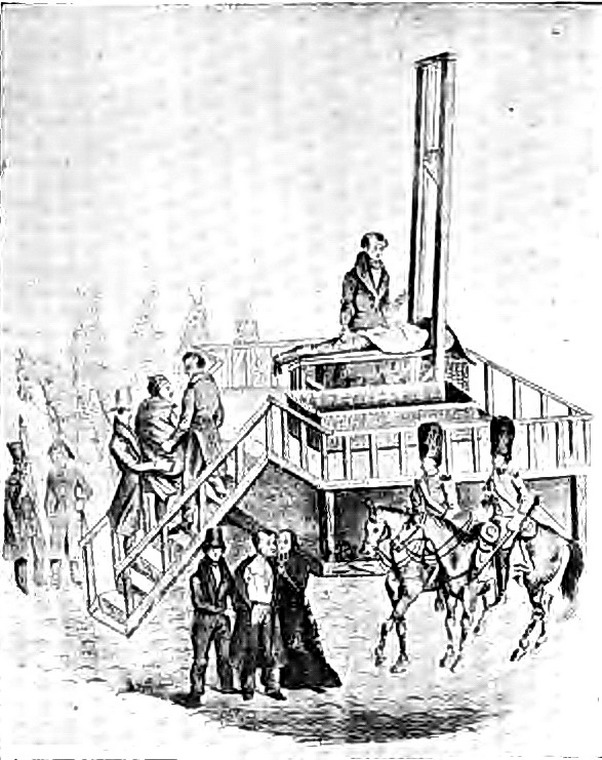
Exécution de Fieschi, Pépin et Morey, le 19 février 1836.

- 1er février : François Guizot dépose un projet de loi sur la liberté de l'enseignement secondaire qui ne sera pas adopté[5].
- 5 février : démission du gouvernement du duc de Broglie, mis en minorité sur le problème de la conversion des rentes[3].
- 18 février : élection à l’Académie française pour pourvoir au fauteuil de Lainé. Dupaty est élu. Victor Hugo avait obtenu successivement 9, 6, 3, 2 et 2 voix[6].
- 22 février-6 septembre : premier ministère Thiers[3]. Il marque la volonté de stimuler l’activité économique par une politique de travaux publics.

### Mars
- 8 mars : la « Conspiration des poudres » est découverte[7]. Barbès et Blanqui sont arrêtés le 10 mars, suivit par environ 200 républicains impliqués dans la fabrication de munitions[8].
- 23-28 mars : une tempête ravage tout le littoral atlantique puis touche tout le pays. Le naufrage de sept chaloupes au large de La Teste tue 78 marins pêcheurs le 23 mars[9].

### Avril
- 21 avril : discours de Thiers devant la chambre, qui salue la révolution de la vapeur : « le grand avantage des chemins de fer, comme on l'a dit, c’est d'avoir des lignes de terrain presque toujours de niveau, sans frottement, et sur lequel on peut appliquer la puissance incommensurable de la vapeur. Or, nier que, pour l'avenir de l'humanité, ce soit une découverte immense, et à placer à côté des plus grandes découvertes, serait nier l'évidence. Il est incontestable que, dans l'avenir, les chemins de fer sont appelés à un développement immense. »[10]
- 24 avril : première édition de la course hippique du Prix du Jockey Club, à Chantilly[11].
- 25 avril : combat de Sidi Yacoub. Abd el-Kader organise une contre-offensive et bat les troupes du général d'Arlanges sur la Tafna. Un corps expéditionnaire commandé par le général Bugeaud est envoyé de France pour dégager le camp français établi à l’embouchure de la Tafna[12].
- 28 avril : François Guizot est élu à l'Académie française[13]. 28 voix sur 29 votants.

### Mai
- 5-10 mai : crue de la Seine qui monte presque à 8 mètres au pont de la Concorde ; le quai de Grève est inondé[14].
- 21 mai :
  - loi interdisant les loteries particulières et les maisons de jeu, à l’exception des tombolas de bienfaisance et des contrats d’assurance[15].
  - loi organique sur la construction et l'administration des chemins vicinaux, qui met à la charge des communes l’entretien des chemins vicinaux et leur attribue en contrepartie des recettes fiscales[16] ; les départements peuvent subventionner les chemins vicinaux de grande communication, reliant plusieurs communes (ancêtres des routes départementales).

### Juin
- 2 juin : saisie d'un dépôt de poudre rue Dauphine et arrestation de plusieurs membres républicains de la Société des Familles qui y étaient occupés à fabriquer des cartouches[17].
- 15 juin : parution du premier numéro du journal La Presse, premier quotidien à bas prix financé par la publicité, fondé par Émile de Girardin[18].
- 23 juin : ordonnance sur l'instruction primaire des filles rendue sur le rapport de Joseph Pelet de la Lozère, incitant les communes à avoir au moins une école primaire pour les filles[19].

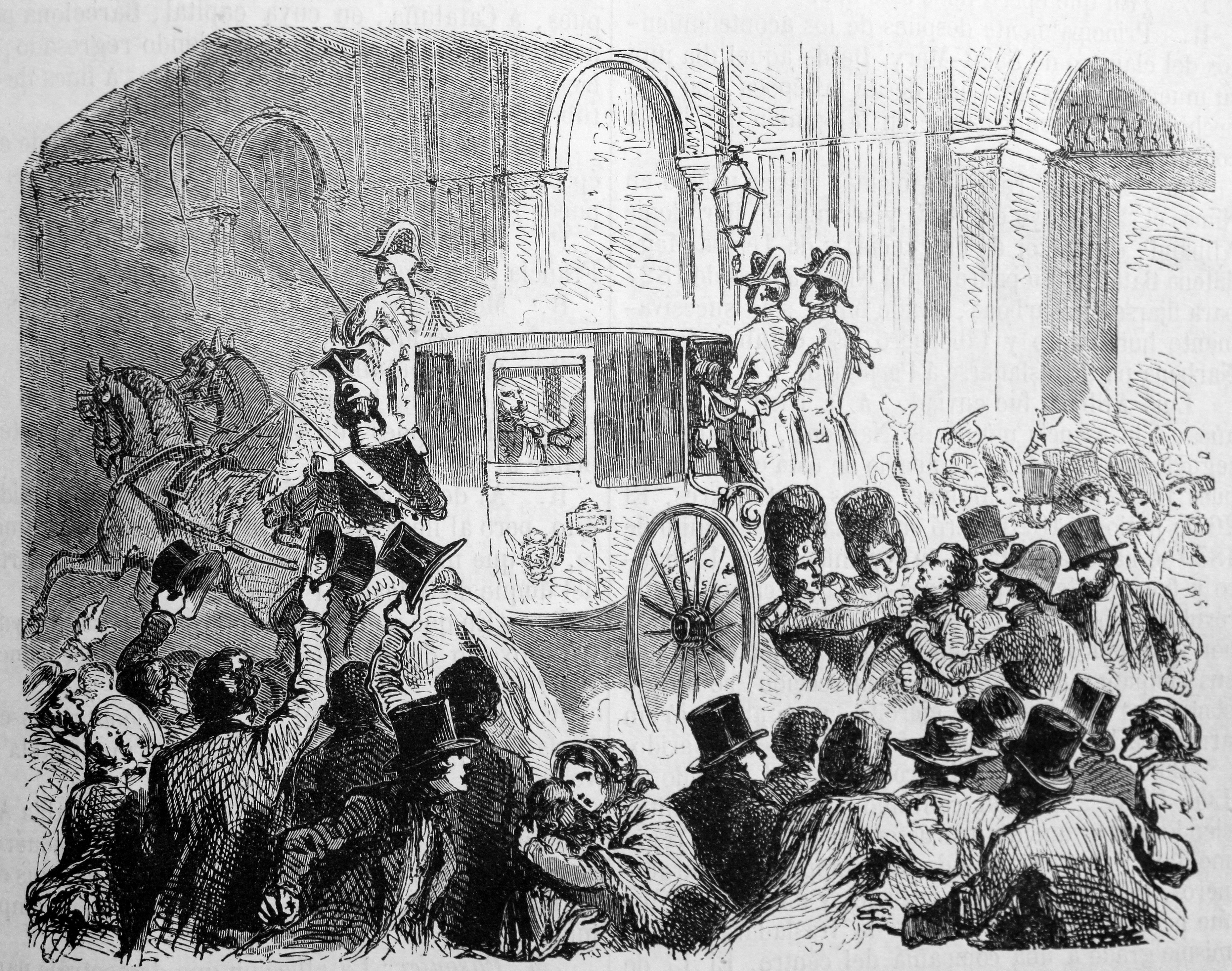
Arrestation de Louis Alibaud.

- 25 juin : attentat de Louis Alibaud contre Louis-Philippe Ier[20],[21].
- 27 juin : Gustave de Beaumont épouse Clémentine de La Fayette, l'une des petites-filles du général[22].

### Juillet
- 1er juillet : premier numéro du Siècle, quotidien d'opposition à quarante francs créé par Armand Dutacq pour concurrencer La Presse d'Émile de Girardin lancé simultanément[23].
- 2 juillet : abaissement des tarifs douaniers[24].
- 6 juillet : Bugeaud bat les troupes de l’émir à la Sikkak, mais rembarque aussitôt pour la France[12].
- 9 juillet :
  - loi autorisant l’établissement de deux lignes de chemin de fer de Paris à Versailles, par la rive droite et par la rive gauche de la Seine[24].
  - loi d'établissement du chemin de fer de Montpellier à Cette[24].
- 11 juillet : Louis Alibaud condamné à mort pour parricide par arrêt de la Chambre des pairs du 9 juillet, est guillotiné barrière Saint-Jacques[25].
- 18 juillet : l'ambassadeur de France à Berne Montebello exige des autorités suisses, par une note comminatoire, d’expulser les opposants réfugiés sur son territoire sous la menace d'une intervention militaire[26]. Cette demande vise en particulier le prince Louis-Napoléon Bonaparte.
- 22 juillet : au cours d’un duel, Émile de Girardin blesse gravement Armand Carrel, directeur du journal Le National[23]. Ce dernier décède trois jours après. Ses obsèques, le 25 juillet, sont l’occasion d’un grand rassemblement de l’opposition républicaine et légitimiste[27].
- 29 juillet : inauguration officielle de l’Arc de triomphe de l'Étoile. Sa construction avait débuté en 1806[28].

### Août
- 2 août - 11 août : procès des Poudres. Quarante-trois personnes sont accusées de fabrication de poudre, de délit de société secrète et de voies de fait envers les policiers. Barbès et Blanqui sont condamnés à des peines de prison[8].
- 10 août : affaire Conseil. Un espion français, Conseil, infiltré dans les milieux de réfugiés politiques en Suisse, est arrêté à Nidau grâce à des réfugiés italiens, porteur de trois faux passeports. Il avoue être au service de la police française. Thiers nie toute appartenance de Conseil à la police, mais la Diète fédérale diligente une enquête dont les conclusions lues le 9 septembre accusent la France d’espionnage. Molé, alors au pouvoir, annonce que « l'outrage ne doit pas être impuni » et suspend les relations diplomatiques avec la Suisse par une note de Montebello du 27 septembre[29]. Le Conseil fédéral suisse, par le conclusum du 5 novembre, déplore le malentendu avec la France et renonce à produire les pièces de l'affaire[23].
- 11 août : Alexis de Tocqueville reçoit le prix Montyon, avec un montant exceptionnel de huit mille francs, pour De la démocratie en Amérique[30].
- 12 août : en Espagne, le pronunciamiento de La Granja contraint la reine régente Marie-Christine à rétablir la Constitution libérale de 1812 et à nommer un ministère radical[31]. Thiers voudrait se saisir de ce prétexte pour intervenir militairement en Espagne.
- 24 août : apprenant que le colonel Lebeau est à Pampelune pour prendre la direction de la Légion étrangère, Louis-Philippe Ier désavoue dans le Moniteur universel la politique de Thiers et demande la dissolution de la légion des volontaires cantonnée à Pau[32].
- 25 août : démission de Thiers à la suite d’un désaccord avec Louis-Philippe, hostile à toute intervention militaire en Espagne[3].
- 29 août : démission du ministère[32]. Le roi demande aux ministres de rester en poste jusqu'à ce qu'un nouveau ministère ait été formé.

### Septembre
- 6 septembre : premier ministère Molé (fin le 15 avril 1837)[32].
- 10 septembre : Gabriel Delessert est nommé préfet de police[33].
- 16 septembre : enseveli depuis le 2 septembre dans du gravier lors du creusement d'un puits dans un champ de Champvert, près de Lyon, l'ouvrier Jean-Louis Dufavet, 30 ans, est ramené à la surface par les soldats du génie[26].

### Octobre
- 17 octobre : libération de deux des anciens ministres de Charles X, Peyronnet et Chantelauze. La mesure est étendue le 23 novembre à Guernon-Ranville, tandis que la peine de Polignac est commuée en 20 années de bannissement[29].
- 18 octobre : une commission pour lutter contre les contrefaçons de librairie à l'étranger est créée[34].

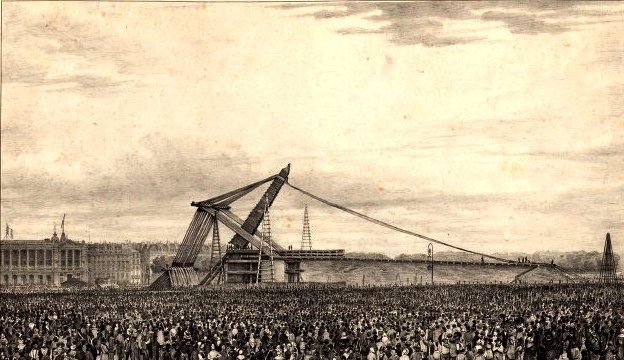
Érection de l'obélisque de Louxor.

- 25 octobre : érection de l’obélisque de Louxor sur la place de la Concorde par l’ingénieur Apollinaire Lebas, en présence de Louis-Philippe et de 200 000 parisiens[35].

- 30 octobre :

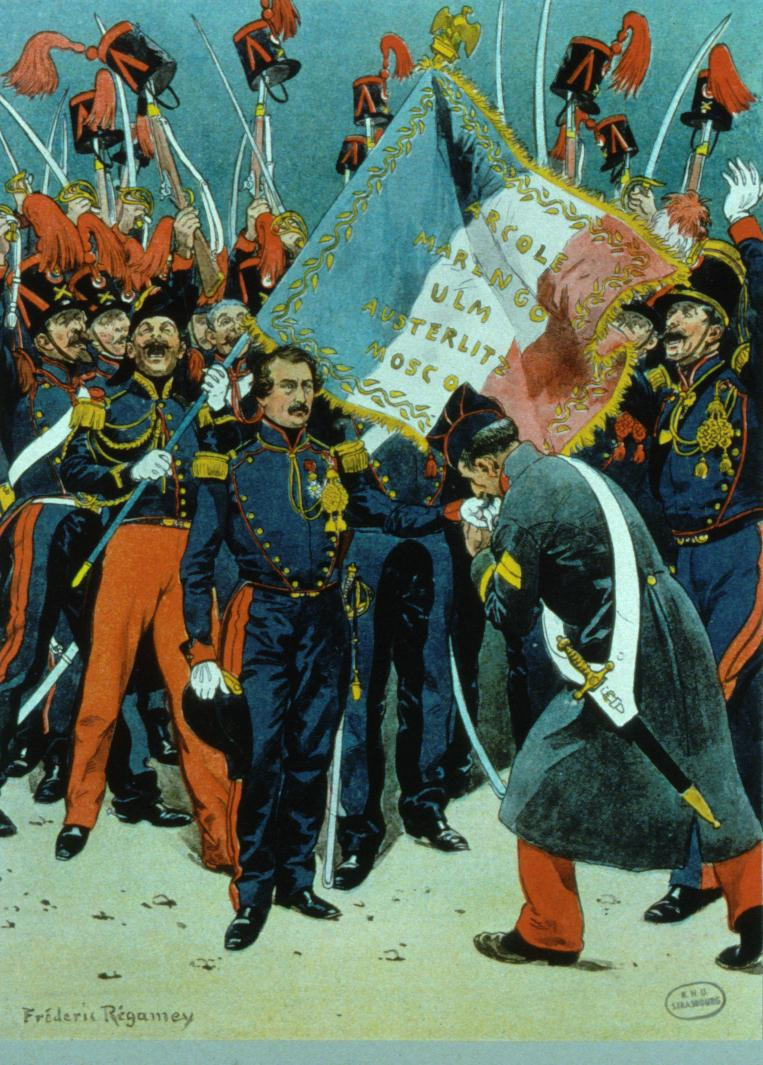
Tentative de soulèvement de Louis-Napoléon Bonaparte à Strasbourg en 1836 à la caserne Finkmatt, illustration de 1911.

  - tentative de soulèvement de la garnison de Strasbourg par le prince Louis-Napoléon Bonaparte. Il échoue et est banni aux États-Unis[36].
  - insurrection républicaine dans un régiment de hussards stationné à Vendôme, en vue de proclamer la république, dirigée par lr brigadier Bruyant et quatorze hommes[36].

### Novembre
- 6 novembre : mort de Charles X à Goritz (Gorizia, en Styrie) des suites du choléra[37]. Le roi déchu se retire d'abord au palais de Holyrood, en Écosse, puis à celui de Hradschin près de Prague, et enfin à Gorizia. En exil Charles X porte le titre de courtoisie de « comte de Ponthieu ». Son fils aîné, le dauphin Louis Antoine, lui succède comme aîné des Capétiens et « chef de la maison de France », sous le nom de « Louis XIX » et avec le titre de courtoisie de « comte de Marnes ».
- 9 novembre : mesure d'expulsion à l'encontre de Louis Bonaparte[38].
- 14 novembre : Barante est envoyé en ambassade auprès du tsar Nicolas Ier de Russie[39]. Il reste titulaire de l’ambassade jusqu’à la chute de Louis-Philippe en 1848, même s’il n’est plus présent à Saint-Pétersbourg après 1841[40].
- 21 novembre : le gouvernement fait discrètement embarquer Louis-Napoléon Bonaparte sur l’Andromède à destination des États-Unis pour éviter d'avoir à le faire juger pour sa tentative de coup d'État[36].
- 24 - 29 novembre : expédition de Constantine de 1836 : Une expédition française commandée par le maréchal Clauzel et à laquelle participe le duc de Nemours échoue à s’emparer de Constantine et subit de lourdes pertes[12].

### Décembre
- 15 décembre : consécration de l'église Notre-Dame-de-Lorette à Paris[41].
- 16-25 décembre : nouvelle crue de la Seine qui atteint 7,20 mètres au pont de la Tournelle[14].
- 22 décembre : François Guizot est reçu à l'Académie française par le comte de Ségur. Il succède à Destutt de Tracy[13]. Adolphe Thiers s'abstient d'y assister car il ne veut pas être témoin de Guizot conspué, ce qui ne se produit pas.
- 27 décembre :
  - attentat du républicain Meunier contre Louis-Philippe à l'entrée du Pont Royal. Il échoue[20].
  - ouverture de la session parlementaire de 1837[32].
- 29 décembre : élection à l'Académie française pour le remplacement de Raynouard. Victor Hugo s'étant présenté, il recueille successivement 6, 6, 6, 5 et 4 voix. Mignet est élu (qui obtient : 7, 8, 10, 13, et 16 voix). Il y avait 31 votants[6].

## Naissances en 1836
- 14 janvier : Henri Fantin-Latour, peintre et lithographe français.
- 21 février : Léo Delibes, compositeur.
- 14 mars : Jules Joseph Lefebvre, peintre français († 24 février 1911).
- 28 mars :
  - Emmanuel Benner, peintre français († 24 septembre 1896).
  - Jean Benner, peintre français († 28 octobre 1906).
- 19 avril : Ferdinand Cheval, à Charmes-sur-l'Herbasse dans la Drôme, architecte singulier du Palais Idéal.
- 1er juin : Jules Chéret, peintre et lithographe français († 23 septembre 1932).
- 14 juin : Léon Simon, peintre et dessinateur français († 23 novembre 1910).
- 17 juillet : Joseph Michon, médecin et homme politique français.
- 20 juillet : Ignace Hoff, héros du siège de Paris († 25 mai 1902).
- 15 octobre : Jacques-Joseph Tissot (James Tissot), peintre et graveur français († 8 août 1902).

## Décès en 1836
- 7 janvier : Thomas Henry, peintre et mécène français (° 2 mars 1766).
- 21 janvier : André Étienne Justin Pascal Joseph François d'Audebert de Férussac naturaliste et militaire français (° 1786).
- 10 février : Marie-Anne Pierrette Paulze,  peintre et illustratrice française (° 20 janvier 1758).
- 10 juin : André-Marie Ampère (° 1775).
- 20 juin : Emmanuel-Joseph Sieyès, homme politique, académicien français (fauteuil 31) (° 1748).
- 26 juin : Rouget de Lisle, le père de la Marseillaise.
- 19 juillet : Jean Lefebvre de Cheverus, cardinal français, archevêque de Bordeaux (° 28 janvier 1768).
- 23 septembre : La Malibran, née Marie Garcia, chanteuse d'opéra (° 1808).
- 6 novembre : Charles X (° 1757) (79 ans), ex-roi de France, comte de Ponthieu, aîné des Capétiens et chef de la maison de France, à Gorizia.
- 7 novembre : l'amiral de Rigny après une courte maladie.
- 5 décembre, Charles Motte, lithographe parisien (° 1785).
- Achille Allier, historien français (° 1807).
- 7 mars 1836 : Alexandre Jean-Baptiste Parent du Châtelet décède